# Прапор Рубіжного
Пра́пор Рубіжного — прапор міста Рубіжне Луганської області. Затверджений 25 грудня 2002 року рішенням сесії міської ради. Автори — О. Житниченко, А. В. Закорецький.

## Опис
Квадратне полотнище складається з трьох вертикальних частин: у центрі на жовтому тлі зелена сосна висотою в 1/2 сторони прапора, рівновеликі частини шириною в 1/4 сторони прапора від древка та з вільного краю однакові та складаються з чотирьох зелених і чотирьох білих горизонтальних смуг, які дорівнюють 1/8 висоти прапора.